# Parque nacional de Tanintharyi
El parque nacional de Tanintharyi es un espacio protegido con el estatus de parque nacional delimitado y situado en las colinas de Tenasserim, en Birmania, más al sur de la Reserva Natural de Tanintharyi en la zona fronteriza con Tailandia. Es administrado por el Servicio Forestal de Birmania y el nivel de protección es total. Las altitudes en el rango de parque van desde el nivel del mar hasta los 1.490 m.
Los objetivos principales del parque son la conservación del hábitat. Los hábitats típicos son tropicales con bosques de hoja perenne y manglares. Los principales animales que se encuentran en el parque son los ciervos Sambar, el Elefante asiático, ciervos, leopardos y una diversidad de especies de aves.